# فرآوری زیستی
عمل‌آوری زیستی یا فرآوری زیستی، (به انگلیسی: Biomanufacturing) گونه‌ای از تولید یا فناوری زیستی است که از سامانه‌های زیستی برای تولید مواد زیستی مهم تجاری و زیست‌مولکول‌ها برای کاربرد در داروها، فرآوری غذا و نوشیدنی و کاربردهای صنعتی استفاده می‌کند. محصولات فرآوری زیستی از منابع طبیعی مثل خون، یا از کشت‌های میکروب‌ها، سلول‌های جانوری، یا سلول‌های گیاهی که در تجهیزات ویژه‌ای رشد می‌کنند، بازیافت می‌شوند. سلول‌هایی که در طول تولید مورد استفاده قرار می‌گیرند، ممکن است به‌طور طبیعی در حال رخ‌دادن باشند یا از فنون مهندسی ژنتیک مشتق شده‌باشند.

## محصولات

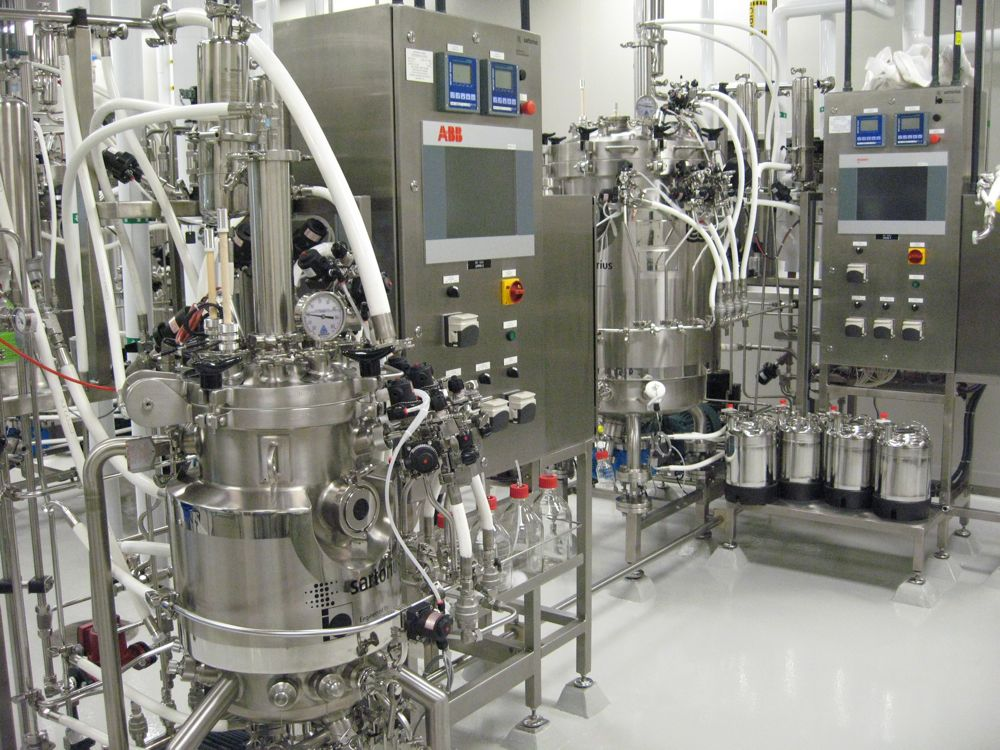
بیوراکتورهای استنلس استیل

امروزه هزاران محصول در بازار وجود دارد. نمونه‌هایی از رده‌های عمومی زیر فهرست شده‌اند:

### داروها
- آمینواسیدها
- زیست‌دارو‌ها
- سیتوکین‌ها
- پروتئین‌های تلفیقی
- فاکتور رشد
- پادتن مونوکلونال
- واکسن‌ها

### غذاها و نوشیدنی‌ها
- آمینواسیدها
- آنزیم‌ها
- مکمل‌های غذایی

### کاربردهای صنعتی از سلول‌ها یا آنزیم‌ها
- بایوسمنتیشن
- زیست‌پالایی
- پاک کننده‌ها
- پلاستیک